# 前野直定
前野 直定（まえの なおさだ、1911年〈明治44年〉1月21日 - 1971年〈昭和46年〉7月24日）は、日本の銀行家。板垣退助先生顕彰会創立発起人兼顧問 。

## 来歴
1911年（明治44年）3月8日、吉本家の男子として、高知県高知市鷹匠町2に生まれる。のち前野家を継いで姓を改む。
高知県立高知城東中学校（現・高知追手前高校）卒業後、旧制高知高等学校を経て、1935年（昭和10年）、東京帝国大学法学部法律学科に学ぶ。東京帝大法学部法律学科在学中に高等試験行政科に合格。
東京帝大法学部法律学科を卒業後、横浜正金銀行に入り、1941年（昭和16年）、大蔵省に入省。為替局属。1944年（昭和19年）4月、総務局。1949年（昭和24年）12月、理財局。1950年（昭和25年）5月、理財局次長。同年7月、大臣官房調査部長兼国立国会図書館支部。1951年（昭和26年）、経済安定本部財政金融局次長となる。1954年（昭和29年）退官し、四国銀行頭取となり17年在職した。
この間、高知県公安委員長、高知県銀行協会会長、高知県共同募金会会長等を歴任。
1968年（昭和43年）、板垣退助先生顕彰会顧問に就任し、東京・品川での「明治百年・板垣退助先生五十回忌墓前祭」の開催に各種協賛。
これらの功績により、従四位勲三等瑞宝章の栄典を賜う。
1971年（昭和46年）7月24日、死去。享年60歳。

## 補註
1. 1 2 3 4 5 6 7 8  『高知県人名事典(補遺)』高知県人名事典編纂委員会編、高知市民図書館、1972年(昭和47年)
2. 1 2  “『板垣精神 -明治維新百五十年・板垣退助先生薨去百回忌記念-』”.   一般社団法人 板垣退助先生顕彰会 (2019年2月11日). 2020年9月1日閲覧。
3. 1 2  『大蔵省人名録：明治・大正・昭和』大蔵財務協会、1973年1月発行、161頁